# Dan McVicar
Dan McVicar (Independence (Missouri), 17 juni 1958) is een Amerikaanse acteur.
Daniel, zoals hij voluit heet, groeide op in Colorado met 11 broers en zussen. Al snel bleek dat hij over een komisch talent beschikte en tijdens zijn middelbaar volgde hij acteerles. Op zijn negentiende besloot hij zijn geluk te beproeven in Hollywood. 
Hij studeerde een jaar drama aan de Royal Academy of Dramatic Art. In 1985 begon hij met enkele kleine rollen in de soaps Santa Barbara en The Young and the Restless. In 1987 kreeg hij de rol van Clarke Garrison aangeboden in The Bold and the Beautiful; dit was zijn eerste grote rol. Hij bleef bij de serie tot 1992, toen hij vertrok om andere tv- en filmactiviteiten te doen. 
De meest noemenswaardige rol uit die tijd was die van Rock Hudson in de miniserie Liz: The Elizabeth Taylor Story. 
Door de enorme populariteit van The Bold and the Beautiful was McVicar erg populair in Europa en speelde hij in enkele Europese films mee, vooral in Italië, samen met o.a. voormalige superster Gina Lollobrigida. 
Zijn grootste uitdaging was die in de Russische film The Fourth Planet. Hoewel hij de Amerikaanse astronaut Sam Straiton portretteerde, moest hij Russisch spreken in de film, wat hij leerde tijdens de opnames in Sint-Petersburg. 
Vanwege de grote populariteit van The Bold keerde McVicar in 1996 terug in de CBS-stal, maar zijn rol is niet meer zo groot als in het begin en hij verschijnt enkele afleveringen per maand. 
Tegenwoordig komt hij geregeld op televisie in de Late Late Show waar hij de aartsvijand speelt van Craig Ferguson. Hier komt zijn komische talent weer tot uiting.